# ソルウェー湾

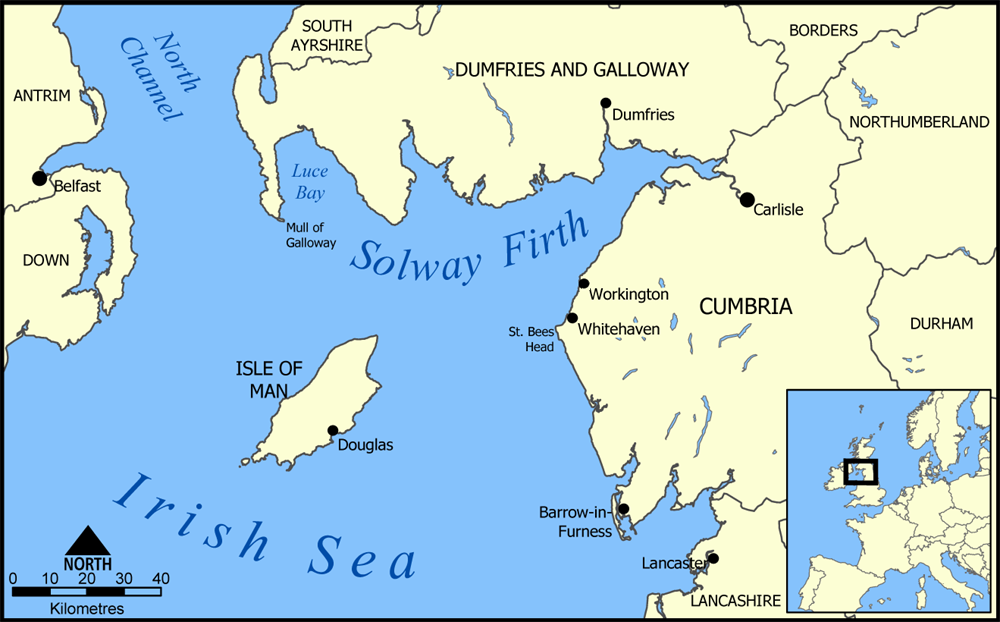
ソルウェー湾の地図

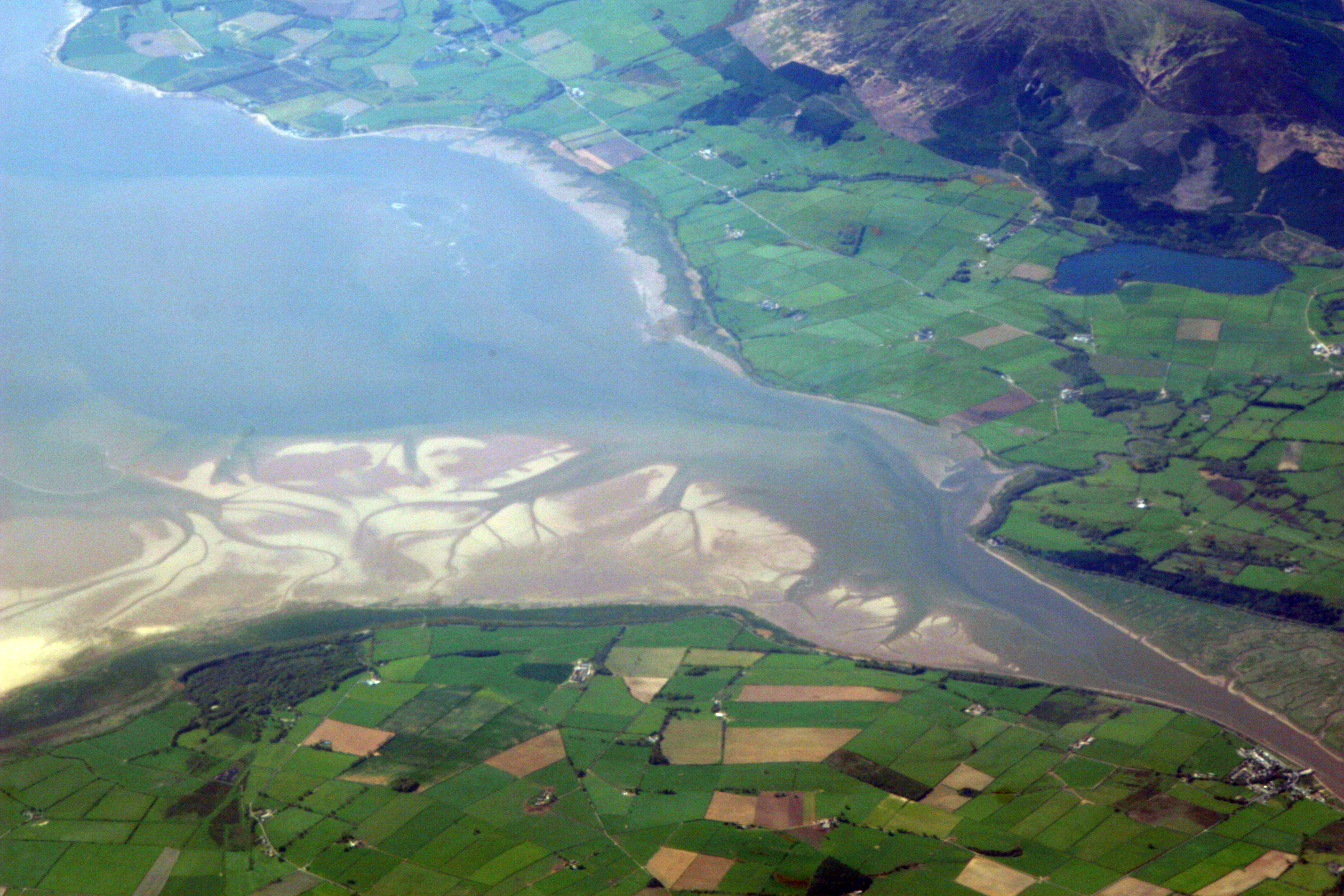
ニス川の三角州。ダンフリース南方のソルウェー湾に注ぐ

ソルウェー湾（Solway Firth）は、イギリスの湾。イングランド＝スコットランド間の境界になっており、北はスコットランドのダンフリーズ・ガロウェイ、南はイングランドのカンブリア州である。カンブリア州のホワイトヘイヴンのちょうど南にあるセント・ビーズ・ヘッドから、ダンフリース・ガロウェイの西端のマル・オブ・ガロウェイまでの間に広がる。ソルウェー湾からマン島は非常に近い。湾はまたアイリッシュ海を構成している。
海岸線は、ローランド地方の丘陵と小さな山地によって特色づけられている。その一部が、イギリス諸島の最も風光明媚な海岸線であると広く認識されている。主な産業は漁業と農業が経済の大半を占め、観光業が伸びてきている。映画『ウィッカーマン』では、湾や近郊のカークーブリという町でロケが行われた。
1869年から1921年の間、三角州の上を1780メートルのソルウェー・ジャンクション鉄道が通っていた。線路は、ホワイトヘイヴンからラナークシャーまでを走って鉄鉱石を運び、スコットランドのカレドニアン鉄道が運営・出資していた。鉄道は財政的に失敗した。鉄道が廃止された後、橋はスコットランド住民がイングランドにアルコール飲料を買いに行く時の、人気のある歩道となっている。高架橋は1931年から1933年の間廃止された。

## 野生
水辺は一般的に穏やかである。干潟地域にしばしば流砂の危険な場所ができることをのぞけば、知られている災害もない。外部からの観光客には、慣れたガイドの案内なしに散策するのは勧められない。イギリス国防省は、1999年にダンドレナン・レンジの兵器試験場からソルウェー湾に流出した6,350発以上の劣化ウラン弾による汚染を報告している。近隣のアイリッシュ海は、近郊の原子力施設セラフィールドからによる放射能汚染を経験している。
カオジロガンおよび多くの渉禽類が生息しており、750平方キロメートル以上の一帯がスコットランドの国立自然保護地域となっている。1986年に湾内の塩性湿地などはラムサール条約登録地となった。

## 湾内の島
他のスコットランド西岸部と違い、ソルウェー湾は島がほとんどない。ヘスタン島、ラフ島くらいで、ホウィットホーン島は実際は半島である。イングランドに属する湾内の島々は、湾の外で南部にあるファーネス諸島に近い。